# Kaufmann (Familienname)

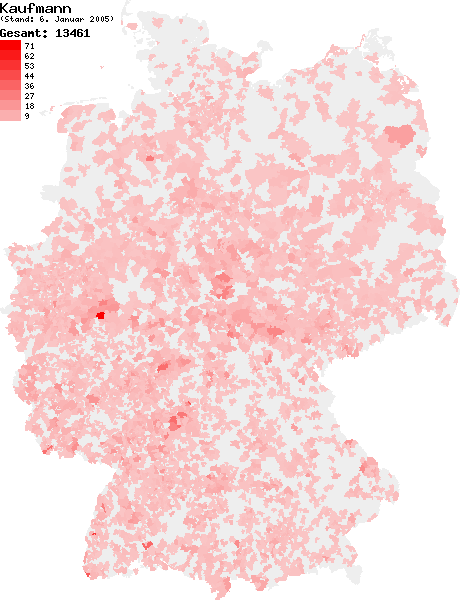
Verteilung des Nachnamens Kaufmann in Deutschland

Kaufmann ist ein deutscher Familienname.

## Varianten
- Kauffmann
- Kauffman
- Kaufman

## Namensträger

### A
- Achim Kaufmann (* 1962), deutscher Pianist
- Adelheid Kaufmann (* 1939), deutsche Richterin am Bundesfinanzhof
- Adolf Kaufmann (1848–1916), österreichischer Maler
- Adolf Kaufmann (Politiker), deutscher Politiker, MdL Bayern
- Albert Kaufmann, Pseudonym von Julius Berstl (1883–1975), deutsch-britischer Schriftsteller
- Albert Kaufmann (Schriftsteller) (eigentlich Vítězlav Čížek; * 1952), tschechischer Schriftsteller
- Alexander Kaufmann (1817–1893), deutscher Schriftsteller und Archivar
- Alfred Kaufmann (1868–1946), deutscher Orientalist und Theologe
- Alfred Kaufmann (Beamter) (1872–??), deutscher Ministerialrat
- Andrea Kaufmann (* 1969), österreichische Politikerin (ÖVP)
- Andreas Kaufmann (Unternehmer) (* 1953), deutsch-österreichischer Unternehmer
- Andreas Kaufmann (Leichtathlet) (* 1957), Sprinter aus der Schweiz
- Andreas Kaufmann (Schauspieler) (* 1957), deutscher Schauspieler, Theaterregisseur und Autor
- Andreas Kaufmann (Fußballspieler) (* 1973), deutscher Fußballspieler
- Andreas Kaufmann (Politiker) (* 1981), deutscher Politiker (CSU)
- Andreas M. Kaufmann (* 1961), schweizerisch-deutscher Lichtkünstler
- Andrej Kaufmann (* 1975), kasachisch-deutscher Eishockeyspieler
- Angelika Kaufmann (* 1935), österreichische Illustratorin
- Anna Maria Kaufmann (* 1964), kanadisch-deutsche Sängerin
- Annemarie Kaufmann-Heinimann (* 1946), Schweizer Archäologin
- Anette Kaufmann (* 1961), deutsche Filmproduzentin
- Annett Kaufmann (* 2006), deutsche Tischtennisspielerin
- Anton Kaufmann (Beamter) (1885–1948), deutscher Beamter
- Anton Kaufmann (Politiker) (1890–1977), österreichischer Politiker (ÖVP)
- Armin Kaufmann (1902–1980), österreichischer Komponist, Violinist und Musikpädagoge
- Armin Kaufmann (Jurist) (1922–1985), deutscher Rechtswissenschaftler
- Arthur Kaufmann (Schachspieler) (1872–1938), österreichischer Schachspieler und Philosoph
- Arthur Kaufmann (Maler) (1888–1971), deutscher Maler
- Arthur Kaufmann (Jurist) (1923–2001), deutscher Strafrechtslehrer und Rechtsphilosoph
- Asmus Kaufmann (* 1966), deutscher Kunsthistoriker und Museumsleiter
- August von Kaufmann (1791–1846), deutscher Verwaltungsjurist
- August Kaufmann (1883–1957), Schweizer Maler

### B
- Benjamin Kaufmann (Snowboarder) (* 1986), Schweizer Snowboarder
- Benjamin Kaufmann (* 1997), österreichischer Fußballspieler
- Benno von Kaufmann (1850–1934), sächsischer Generalleutnant
- Bernd Kaufmann (* 1941), Leiter der Schule der HVA, innerhalb des Ministeriums für Staatssicherheit (MfS) der DDR
- Bernd Kaufmann (Unternehmer) (* 1953), deutscher Unternehmer und Schriftsteller
- Bernhard Kaufmann (Maler) (1924–2020), Schweizer Maler
- Bernhard Jakob Kaufmann (1911–1968), Schweizer Maler und Möbelrestaurator
- Boris Kaufmann (1904–1977), russisch-staatenloser Mathematiker
- Brigitte Kaufmann (* 1958), Schweizer Politikerin
- Bruno Kaufmann (Künstler) (* 1944), in Deutschland lebender liechtensteinischer Künstler
- Bruno Kaufmann (Anthropologe), Schweizer Anthropologe

### C
- Carl Kaufmann (Mediziner) (1900–1980), deutscher Gynäkologe
- Carl Kaufmann (Leichtathlet) (1936–2008), deutscher Leichtathlet
- Christian Kaufmann (* 1976), Schweizer Freestyle-Skier
- Christiane Kaufmann (* 1983), deutsche Künstlerin
- Christine Kaufmann (1945–2017), deutsche Schauspielerin
- Christine Kaufmann (Rechtswissenschafterin) (* 1962), Schweizer Rechtswissenschafterin
- Christoph Kaufmann (Philosoph) (1753–1795), Schweizer Philosoph und Mediziner
- Christoph von Kaufmann (1788–1867), deutscher Verwaltungsjurist
- Christoph Kaufmann (Historiker) (* 1955), deutscher Historiker, Museumskurator und Autor
- Christoph Kaufmann (Politiker) (* 1975), österreichischer Politiker (ÖVP), Landtagsabgeordneter
- Claudia Kaufmann, deutsche Roman- und Drehbuchautorin
- Cornelia Kaufmann (* 1959), Schweizer Malerin und Zeichnerin
- Cornelia Kaufmann-Hurschler (* 1977), Schweizer Politikerin

### D
- Daniel Kaufmann (* 1990), Liechtensteiner Fußballspieler
- Danielle Kaufmann (* 1968), Schweizer Politikerin (SP)
- Dave Kaufmann (* 1969), deutscher Musiker
- David Kaufmann (1852–1899), österreichischer Gelehrter
- Deborah Kaufmann (* 1970), deutsche Schauspielerin
- Delfried Kaufmann (1922–2015), deutscher Romanautor
- Dieter Kaufmann (Komponist)  (* 1941), österreichischer Komponist
- Dieter Kaufmann (Prähistoriker)  (* 1941), deutscher prähistorischer Archäologe
- Dieter Kaufmann (Attentäter) (1953–2019), deutscher Attentäter
- Dieter Kaufmann (Universitätskanzler) (* 1956), deutscher Universitätskanzler
- Dieter Kaufmann (Schauspieler), deutscher Schauspieler
- Dieter Kaufmann-Bühler (* 1929), deutscher Klassischer Philologe
- Dieter L. Kaufmann (* 1937), deutscher Koch
- Donatus Kaufmann (* 1962), Schweizer Manager
- Doris Kaufmann (* 1953), deutsche Historikerin

### E
- Edgar Kaufmann (Regisseur), deutscher Regisseur und Drehbuchautor
- Edgar J. Kaufmann (1885–1955), US-amerikanischer Unternehmer und Mäzen
- Edmund Kaufmann (1893–1953), deutscher Politiker (CDU, FDP)
- Eduard Kaufmann (Mediziner) (1860–1931), deutscher Pathologe
- Eduard von Kaufmann († 1941), österreichischer Generalmajor
- Eduard Kaufmann (Organist) (1917–1985), Schweizer Organist und Priester
- Ekkehard Kaufmann (1923–2010), deutscher Jurist, Rechtshistoriker und Hochschullehrer
- Elisabeth Kaufmann-Bruckberger (* 1970), österreichische Politikerin (BZÖ)
- Elsa Pfister-Kaufmann (1893–1955), deutsche Malerin
- Elsie Effah Kaufmann (* 1969), ghanaische Bioingenieurwissenschaftlerin und Hochschullehrerin
- Emil Kaufmann (1891–1953), österreichischer Kunst- und Architekturhistoriker
- Emmanuel Kaufmann, deutscher Basketballspieler
- Eric Kaufmann (* 1970), Politikwissenschaftler
- Erich Kaufmann (Jurist) (1880–1972), deutscher Rechtswissenschaftler und Hochschullehrer
- Erich Kaufmann (Sänger) (1908–1956), österreichischer Sänger (Bass)
- Erich Kaufmann (Architekt) (1932–2003), deutscher Architekt und Stadtplaner
- Erich Kaufmann (Musiker) (* 1940), österreichischer Bratschist und Komponist
- Erich Kaufmann-Bühler (1899–1967), deutscher Lehrer und MdL Baden-Württemberg (CDU)
- Erika Kaufmann (1925–2018), österreichische Journalistin
- Erni Kaufmann (1906–1957), deutsche Musikerin
- Ernst Kaufmann (Oberamtmann) (1863–1938), württembergischer Oberamtmann
- Ernst Kaufmann (Maler) (1882–1964), deutscher Maler und Grafiker
- Ernst Kaufmann (Pianist) (1891–1992), deutscher Pianist und Komponist
- Ernst Kaufmann (Radsportler) (1895–1943), Schweizer Radrennfahrer
- Ernst Kaufmann (Regisseur) (* 1954), österreichischer Regisseur und Drehbuchautor
- Eugen Kaufmann (1892–1984), deutscher Architekt
- Eugenie Kaufmann (1867–1924), deutsche Malerin und Bildhauerin
- Eva Kaufmann (1930–2019), deutsche Literaturwissenschaftlerin und Hochschullehrerin
- Eva Kaufmann (Sängerin) (* 1970), deutsche Schlagersängerin
- Evan Kaufmann (* 1984), deutscher Eishockeyspieler

### F
- Fabio Kaufmann (* 1992), deutsch-italienischer Fußballspieler
- Felix Kaufmann (1895–1949), österreichisch-US-amerikanischer Rechtsphilosoph
- Ferdinand Kaufmann (Buchhändler) (1769–1822), deutscher Buchhändler
- Ferdinand Kaufmann (Politiker) (1821–1901), böhmischer Rechtsanwalt und Politiker, Mitglied des mährischen Landtages
- Ferdinand Kaufmann (Maler) (1864–1942), deutscher Maler
- Ferdinand Kaufmann (Musiker) (Beretvas, Ferdy Kauffman; 1877–1938), deutscher Geiger, Dirigent und Kapellenleiter
- Frank-Peter Kaufmann (* 1948), deutscher Politiker (Bündnis 90/Die Grünen)
- Franz Kaufmann (Politiker) (1876–1939), deutsch-tschechoslowakischer Politiker (SPD, DSAP)
- Franz Kaufmann (Jurist) (1886–1944), deutscher Jurist und Widerstandskämpfer
- Franz Kaufmann (Unternehmer) (1917–2010), österreichischer Unternehmer, Verbandsfunktionär und Wirtschaftspolitiker
- Franz Schmidt-Kaufmann (1909–nach 1950), deutscher Komponist
- Franz Alexander Kaufmann (1863–1932), deutscher Jurist und Politiker (DNVP), MdL Preußen
- Franz Joseph Kaufmann (1825–1892), Schweizer Geologe und Paläontologe
- Franz-Xaver Kaufmann (1932–2024), Schweizer Soziologe
- Franziska Kaufmann (* 1987), Schweizer Curlerin
- Franziska Steiner-Kaufmann (* 1992), Schweizer Politikerin (CVP)
- Friedrich Kaufmann (Instrumentenbauer) (Johann Friedrich Wilhelm Kaufmann; 1785–1866), deutscher Uhrmacher und Musikinstrumentenbauer
- Friedrich von Kaufmann (1822–1895), deutscher Ökonom
- Friedrich Kaufmann (Maler) (1892–1972), Liechtensteiner Maler
- Friedrich Kaufmann (Leichtathlet), deutscher Mittelstreckenläufer
- Friedrich Kaufmann (Schriftsteller) (1928–2008), deutscher Schriftsteller, Dramaturg und Verleger
- Friedrich Theodor Kaufmann (1823–1872), deutscher Uhrmacher, Instrumentenbauer und Musikinstrumentenerfinder
- Fritz von Kaufmann (1854–1908), deutscher Rittergutsbesitzer und Politiker (NLP)
- Fritz Kaufmann (Mediziner) (1875–1941), deutscher Psychiater und Stabsarzt; siehe Elektrotherapie#Geschichte
- Fritz Kaufmann (Regisseur) (1889–1957), deutscher Regisseur
- Fritz Kaufmann (Philosoph) (1891–1958), deutscher Philosoph
- Fritz Kaufmann (Journalist) (Fritz Kaufman; 1896–1991), österreichischer Jurist und Journalist, seit 1942 tätig in den USA
- Fritz Kaufmann (Skispringer) (1905–1941), Schweizer Skispringer
- Fritz Kaufmann (Skirennläufer), Schweizer Skirennläufer
- Fritz Mordechai Kaufmann (1888–1921), deutsch-jüdischer Essayist und Publizist

### G
- Gabrielle Kaufmann-Kohler (* 1952), Schweizer Rechtswissenschaftlerin
- Georg Kaufmann (Mediziner) (1794–1868), deutscher Mediziner
- Georg Kaufmann (Historiker) (Georg Heinrich Kaufmann; 1842–1929), deutscher Historiker
- Georg von Kaufmann (1907–1972), deutscher Skilangläufer, Bergsteiger, Tanzlehrer, Volksmusiker und Förster
- Georg Kaufmann (Politiker) (* 1955), liechtensteinischer Berufsberater und Politiker (FL)
- Gerhard Kaufmann (Sprachwissenschaftler) (1928–2023), deutscher Sprachwissenschaftler
- Gerhard Kaufmann (Architekt) (* 1931), Schweizer Architekt, Politiker und Lokalhistoriker
- Gerhard Kaufmann (Volkskundler) (1936–2009), deutscher Geograph und Volkskundler
- Gerhard Kaufmann (Musiker) (* 1943), österreichischer Violoncellist
- Gerhard Kaufmann (Komponist) (* 1944), deutscher Kirchenmusiker und Komponist
- Gertrude Cepl-Kaufmann (* 1942), deutsche Literaturwissenschaftlerin
- Gottlieb Immanuel Kaufmann (1831–1897), württembergischer Oberamtmann
- Gunter Kaufmann (* 1944), deutscher Volkswirtschaftler, Politiker (SPD), MdL, Professor
- Günter Kaufmann (1913–2001), deutscher Publizist, Hauptschriftleiter der HJ-Zeitschriften „Wille zur Macht“ und „Das junge Deutschland“, Referent Baldur von Schirachs
- Günther Kaufmann (Architekt) (* 1937), österreichischer Architekt
- Günther Kaufmann (1947–2012), deutscher Schauspieler
- Günther Kaufmann (Historiker) (* 1967), italienischer Historiker
- Gustav Kaufmann (Jurist) (1842–1919), deutscher Jurist und Richter
- Gustav Kaufmann (SA-Mitglied) (1902–1974), deutscher SA-Standartenführer
- Gustav Kaufmann (Sportschütze) (1918–2015), Liechtensteiner Sportschütze

### H
- Hans Kaufmann (Maler) (1862–1949), deutscher Maler und Illustrator
- Hans Kaufmann (Politiker, 1871) (1871–1940), Schweizer Politiker (FDP)
- Hans Kaufmann (Regisseur, 1876) (1876–1957), deutscher Theaterregisseur, Dramaturg und Intendant
- Hans Kaufmann (Informatiker) (1910–2012), deutscher Informatiker
- Hans Kaufmann (Literaturwissenschaftler) (1926–2000), deutscher Literaturwissenschaftler und Hochschullehrer
- Hans Kaufmann (Archivar) (Hans Oskar Kaufmann; 1928–2014), Schweizer Archivar
- Hans Kaufmann (Archäologe) (1930–2012), deutscher Archäologe
- Hans Kaufmann (Politiker, 1948) (* 1948), Schweizer Politiker (SVP)
- Hans Kaufmann (Regisseur, 1991) (* 1991), Schweizer Regisseur, Drehbuchautor und Filmproduzent
- Hans Bernhard Kaufmann (1926–2022), deutscher Religionspädagoge
- Hans-Günther Kaufmann (Gartenbauwissenschaftler) (* 1935), deutscher Gartenbauwissenschaftler
- Hans-Günther Kaufmann (Fotograf) (* 1943), deutscher Fotograf
- Hans Paul Kaufmann (1889–1971), deutscher Pharmazeutischer Chemiker
- Harald Kaufmann (1927–1970), österreichischer Musikforscher
- Heinrich Kaufmann (1864–1928), deutscher Redakteur und Vertreter der Konsumgenossenschaftsbewegung
- Heinrich von Kaufmann-Asser (1882–1954), deutscher Ministerialbeamter und Diplomat
- Heinz Kaufmann (Fischereidirektor) (1903–1967), deutscher Hafenbeamter
- Heinz Kaufmann (Beamter) (1905–nach 1945), deutscher Jurist, Beamter im Reichssicherheitshauptamt und SS-Obersturmbannführer
- Heinz Kaufmann (Ruderer) (1913–1997), deutscher Ruderer
- Henning Kaufmann (1897–1980), deutscher Sprach- und Namensforscher
- Henry Kaufmann (Musiker) (1921–2010), deutscher Musiker
- Henry Kaufmann (Handballspieler) (* 1961), deutscher Handballspieler
- Herbert Kaufmann (Volkskundler) (1920–1976), deutscher Volkskundler, Journalist und Schriftsteller
- Herbert Kaufmann (Künstler, 1924) (1924–2011), deutscher Künstler
- Herbert Kaufmann (Mediziner, 1941) (* 1941), deutscher Augenarzt und Strabologe
- Herbert Kaufmann (Politiker) (* 1949), österreichischer Politiker (SPÖ)
- Herbert Kaufmann (Künstler, 1955) (* 1955), Schweizer Künstler
- Herbert Kaufmann (Rennfahrer) (* 1962), deutscher Motorradrennfahrer
- Herbert J. Kaufmann (1924–2010), deutscher Radiologe
- Hermann Kaufmann (Denkmalpfleger) (1901–1996), deutscher Lehrer, Bodendenkmalpfleger, Archäologe und Museumsdirektor
- Hermann Kaufmann (* 1955), österreichischer Architekt
- Hermann J. Kaufmann (1877–1942), deutscher Kostümbildner und Unternehmer
- Henriette Irmgard Margot von Kaufmann-Asser, Geburtsname von Hetta Gräfin Treuberg (1886–1941), deutsche Pazifistin
- Hilde Kaufmann (1920–1981), deutsche Rechtswissenschaftlerin und Kriminologin
- Horst Kaufmann (Horst Albert Kaufmann; 1928–2019), Schweizer Rechtswissenschaftler und Hochschullehrer
- Hugo Kaufmann (1868–1919), deutscher Bildhauer und Medailleur
- Hugo Kaufmann (Gartenarchitekt) (1888–1970), deutscher Garten- und Landschaftsarchitekt

### I
- Ignaz Kaufmann (1885–1975), deutscher Maler der Verschollenen Generation
- Ingrid Kaufmann (* 1948), deutsche Sprachwissenschaftlerin und Hochschullehrerin
- Isidor Kaufmann (1853–1921), österreichischer Maler

### J
- Jacob Kaufmann (1870–1943), deutscher Theaterwerkstättenleiter und Opfer des NS-Regimes
- Jakob Kaufmann (Rabbiner) (1783–1853), deutscher Rabbiner
- Jakob Kaufmann (Prediger) (1853–1940), deutscher Prediger
- Jakob von Kaufmann-Asser (1819–1875), deutscher Bankier, Gutsbesitzer und Diplomat
- Jean-Claude Kaufmann (* 1948), französischer Soziologe
- Jens Kaufmann (* 1984), deutscher Nordischer Kombinierer
- Jörg Kaufmann (* 1960), deutscher Jazzmusiker
- Johann Kaufmann (Politiker, um 1458) (um 1458–1537), österreichischer Politiker, Bürgermeister von Wien
- Johann Kaufmann (Politiker, 1906) (1906–1974), österreichischer Politiker, Salzburger Landtagsabgeordneter
- Johann Franz Pius Kaufmann (auch Jean-François Kaufmann; 1870–1948), Schweizer Maler und Kunstpublizist
- Johann Friedrich Kaufmann (Organist) (um 1730–1798), deutscher Organist
- Johann Friedrich von Kaufmann (1775–1833), deutscher Jurist und Politiker
- Johann Friedrich Kaufmann (1785–1866), deutscher Uhrmacher und Musikinstrumentenbauer, siehe Friedrich Kaufmann (Instrumentenbauer)
- Johann Gottfried Kaufmann (1752–1818), deutscher Instrumentenmacher und Erfinder
- Johann Heinrich Kaufmann (1772–1843), deutscher Kaufmann und Schriftsteller
- Johannes I. Kaufmann († 1489), deutscher Zisterzienserabt, Hochschullehrer
- Johannes Kaufmann (* 1962), österreichischer Maler
- Jonas Kaufmann (* 1969), deutscher Sänger (Tenor)
- Jonas Kaufmann (Schauspieler) (* 2003), deutscher Schauspieler
- Josef Kaufmann (Architekt) (1882–1962), Schweizer Architekt
- Josef Kaufmann (Politiker) (1884–1970), Schweizer Jurist und Politiker
- Josef Kaufmann (Sportler), deutscher Sportler
- Josef Klemens Kaufmann (1867–1926), Schweizer Maler
- Jossi Kaufmann (Josef Kaufmann; 1936–2017), deutscher Fotograf und Kameramann
- Judith Kaufmann (* 1962), deutsche Kamerafrau
- Julia Kaufmann (* 1984), deutsche Synchronsprecherin
- Julie Kaufmann (* 1955), US-amerikanische Sängerin (Sopran)
- Julius Kaufmann (Unternehmer) (1852–1937), deutscher Druckereiunternehmer und Funktionär
- Julius Kaufmann (1895–1968), deutscher Maler und Grafiker

### K
- Karl Kaufmann (Stadtoriginal) (1838–1907), „Schicke-Schacke“, Stadtoriginal der Stadt Peine in Niedersachsen
- Karl Kaufmann (Maler) (1843–1905), österreichischer Maler
- Karl von Kaufmann (1861–1943), preußischer Generalmajor
- Karl Kaufmann (Landrat) (1863–1944), deutscher Verwaltungsbeamter und Schriftsteller
- Karl Kaufmann (Admiral) (1893–1975), deutscher Vizeadmiral (Ing.)
- Karl Kaufmann (Gauleiter) (1900–1969), deutscher Politiker (NSDAP), MdR
- Karl Kaufmann (Mediziner) (1900–1980), deutscher Gynäkologe
- Karl Kaufmann (Architekt) (1903–1970), Schweizer Architekt und Kantonsbaumeister
- Karl-Josef Kaufmann (1865–1945), deutscher Archivar
- Karl Maria Kaufmann (1872–1951), deutscher Archäologe
- Kaspar Kaufmann (1810–1855), deutscher Lithograf
- Kat Kaufmann (* 1981), deutsch-russische Schriftstellerin, Komponistin und Fotografin
- Klaudiusz Kaufmann (* 1978), Schauspieler
- Klaus Kaufmann (Architekt) (1931–2015), deutscher Architekt und Kirchenbaurat
- Klaus Kaufmann (Autor) (* 1942), deutschstämmiger Autor in Kanada
- Konstantin Petrowitsch von Kaufmann (1818–1882), russischer General und General-Gouverneur von Turkestan
- Küf Kaufmann (* 1947), deutscher Autor und Kabarettist
- Kurt Kaufmann (* 1947), österreichischer Verwaltungsjurist und Politiker (ÖVP)
- Kurt Pratsch-Kaufmann (1906–1988), deutscher Schauspieler und Synchronsprecher

### L
- Larissa Kaufmann (* 1985), deutsche Leichtathletin
- Lars Kaufmann (* 1982), deutscher Handballspieler
- Leonhard Kaufmann (* 1989), österreichischer Fußballspieler
- Leopold Kaufmann (1821–1898), deutscher Politiker, Oberbürgermeister von Bonn
- Ludwig Kaufmann (Bildhauer) (1801–1855), deutscher Bildhauer
- Ludwig Kaufmann (Manager) (1884–1980), deutscher Industriemanager
- Ludwig Kaufmann (Leichtathlet) (1910–1976), österreichischer Leichtathlet und Leichtathletikfunktionär
- Ludwig Kaufmann (Theologe) (1918–1991), Schweizer Theologe und Redakteur
- Ludwig Friedrich Wilhelm Kaufmann (1805–1880), deutscher Uhrmacher und Politiker
- Ludwig Kaspar Kaufmann (1810–1855), deutscher Typograph und Maler
- Lutz Kaufmann (* 1965), deutscher Logistikwissenschaftler

### M
- Malte Kaufmann (* 1976), deutscher Politiker (AfD), Mitglied des Deutschen Bundestags
- Manfred Kaufmann (Mediziner) (* 1946), deutscher Gynäkologe und Geburtshelfer
- Manfred Kaufmann (Regisseur) (1950–1987), österreichischer Filmregisseur
- Manfred Kaufmann (Politiker) (* 1978), liechtensteinischer Politiker (VU)
- Marco Kaufmann (* 1975), deutscher Maler und Fotograf
- Margarete Kaufmann (1908–1942), deutsche Widerstandskämpferin
- Maria Herrmann-Kaufmann (1921–2008), Schweizer Malerin
- Maritha Kaufmann (* 1981), norwegische Fußballspielerin
- Markus Kaufmann (Radsportler)  (* 1981), deutscher Radsportler
- Markus Kaufmann (Musiker) (* 1991), deutscher Musiker
- Martin Kaufmann (* 1958), Schweizer Künstler
- Martin Kaufmann, früherer Name des deutschen Politikers Martin Cohn
- Martina Kaufmann (* 1986), österreichische Politikerin (ÖVP)
- Matthias Kaufmann (* 1955), deutscher Philosoph und Hochschullehrer für Ethik
- Maurus Kaufmann (1871–1949), deutscher Benediktiner, erster Abt der Dormitio-Abtei in Jerusalem
- Maurus Kaufmann (Politiker) (* 1990), Schweizer Politiker
- Max Kaufmann (Politiker) (1905–1973), Schweizer Politiker
- Max Kaufmann (Künstler) (* 1976), österreichischer Bühnenbildner, Regisseur und Filmemacher
- Max Richard Kaufmann (1904–??), US-amerikanischer Schriftdesigner
- Max Rudolf Kaufmann (1886–1963), Schweizer Journalist und Übersetzer
- Michael Kaufmann (Baumeister), deutscher Baumeister
- Michael Kaufmann (Physiker) (1939–2020), deutscher Physiker
- Michael Kaufmann (Rektor) (* 1954), Schweizer Musikjournalist und Politiker (SP)
- Michael Kaufmann (Kulturmanager) (* 1961), deutscher Kulturmanager
- Michael Kaufmann (Politiker) (* 1964), deutscher Ingenieur, Hochschullehrer und Politiker (AfD)
- Michael Kaufmann (Tänzer) (* 1990), Tanzsportler
- Michael Gerhard Kaufmann (* 1966), deutscher Musikwissenschaftler, Hochschullehrer und Organist
- Michail Petrowitsch von Kaufmann (1821–1902), russischer General
- Mikkel Kaufmann (* 2001), dänischer Fußballspieler
- Misha Kaufmann (* 1984), Schweizer Handballspieler und -trainer
- Monica Kaufmann (* 1946), argentinisch-deutsche Schauspielerin
- Monika Kaufmann (* 1955), österreichische Politikerin (SPÖ)

### N
- Nicholas Kaufmann (1892–1970), deutscher Arzt und Filmregisseur
- Nick Kaufmann (1861–1943), US-amerikanischer Kunstradfahrer
- Nico Kaufmann (1916–1996), Schweizer Komponist und Pianist
- Nicole Risse-Kaufmann (* 1973), deutsche Schauspielerin, Sängerin und Kabarettistin

### O
- Oskar Kaufmann (1873–1956), ungarischer Architekt
- Oswald Kaufmann (* 1969), italienischer Orgelbauer
- Otto Kaufmann (Agrarwissenschaftler) (1896–1944), deutscher Agrarwissenschaftler und Entomologe
- Otto Kaufmann (Heimatforscher) (1900–1985), deutscher Heimatforscher
- Otto Konstantin Kaufmann (1914–1999), Schweizer Jurist und Richter

### P
- Paola Kaufmann (1969–2006), argentinische Schriftstellerin
- Paul Kaufmann (Jurist) (1856–1945), deutscher Jurist, Versicherungsmanager und Ministerialbeamter
- Paul Kaufmann (Theologe) (1890–1982), deutscher evangelischer Theologe
- Paul Kaufmann (Maler) (1896–1974), deutscher Maler und Werbegrafiker
- Paul Kaufmann (Politiker, 1906) (1906–1986), deutscher Politiker (CDU)
- Paul Kaufmann (Politiker, 1925) (1925–2015), österreichischer Politiker (ÖVP) und Schriftsteller
- Paul-Philipp Kaufmann (* 1996), deutscher Hockeyspieler
- Peter Kaufmann (Bildhauer) (1764–1829), deutscher Bildhauer
- Peter Kaufmann (Ökonom) (1803–1872), deutscher Nationalökonom und Vordenker der Friedensforschung
- Peter Kaufmann (Bergführer, 1858) (1858–1924), Schweizer Bergführer
- Peter Kaufmann (Skirennfahrer) (1917–2005), Schweizer Skirennfahrer und Bergführer
- Peter Kaufmann (Mediziner) (1942–2010), deutscher Anatom und Hochschullehrer
- Peter Kaufmann (* 1970), österreichischer Musiker, Mitglied von Bluatschink
- Philipp Kaufmann (1802–1846), deutscher Schriftsteller
- Pius Kaufmann (* 1971), Schweizer Politiker

### R
- Rainer Kaufmann (* 1959), deutscher Regisseur
- Regine Allgayer-Kaufmann (* 1950), deutsche Musikethnologin und Hochschullehrerin
- Reiner Kaufmann (* 1940), deutscher Objektkünstler
- Reinhard Kaufmann (* 1937), deutscher Biologe und Politiker (FDP)
- Reinhard Kaufmann (Landrat), Landrat des Oberbergischen Kreises (1961–1964)
- Remigius Kaufmann (1925–2011), Schweizer Politiker (KVP/CVP)
- Renate Kaufmann (* 1955), österreichische Politikerin (SPÖ)
- Richard von Kaufmann (1849–1908), deutscher Nationalökonom und Kunstsammler
- Richard Kaufmann (* 1946/1947), österreichischer Journalist und Redakteur
- Robert Kaufmann (Sänger) (1857–1925), Schweizer Sänger (Tenor)
- Robert Kaufmann (Landrat) (1876–nach 1952), deutscher Landrat im Landkreis Dingolfing
- Robert Kaufmann (Widerstandskämpfer) (1914–1967), französischer Journalist und kommunistischer Résistancekämpfer
- Roger Kaufmann (* 1981), Schweizer Schauspieler
- Rolf Kaufmann (Unternehmer) (1927–2023), deutscher Druckereiunternehmer
- Rolf Kaufmann (Psychotherapeut) (* 1940), Schweizer Theologe, Psychotherapeut und Autor
- Rosemarie Kaufmann-Heinze (1948–1998), deutsche Grafikerin, Illustratorin und Performancekünstlerin
- Rudolf Kaufmann (Kunsthistoriker) (1902–1976), Schweizer Kunsthistoriker
- Rudolf Kaufmann (1909–?1941), deutscher Paläontologe und Geologe
- Ruprecht von Kaufmann (* 1974), deutscher Maler
- Ruth Kaufmann (* 1958), Präsidentin des Israelitischen Kulturvereins Graz

### S
- Sally Kaufmann (1890–1956), deutscher Verleger
- Sebastian Kaufmann (* 1979), deutscher Literatur- und Kulturwissenschaftler
- Sina Kamala Kaufmann (* 1985), deutsche politische Aktivistin und Autorin
- Sören Kaufmann (* 1971), deutscher Slalomkanute
- Stefan Kaufmann (Jurist) (* 1953), deutscher Richter
- Stefan Kaufmann (Musiker) (* 1960), deutscher Musiker
- Stefan Kaufmann (Soziologe) (* 1961), deutscher Soziologe
- Stefan Kaufmann (Politiker) (* 1969), deutscher Politiker (CDU), MdB
- Stefan H. E. Kaufmann (* 1948), deutscher Biologe
- Steffen Kaufmann (* 1992), deutscher Handballspieler
- Stephan Kaufmann (* 1965), deutscher Journalist
- Svenja Kaufmann (* 1994), deutsche Handballspielerin
- Sylvia-Yvonne Kaufmann (* 1955), deutsche Politikerin (SPD)

### T
- Theo Kaufmann (1880–1955), deutscher Journalist und Chefredakteur
- Theodor Kaufmann (1892–1972), deutscher Pianist, Organist und Komponist
- Theodore Kaufmann (1814–1896) (Theodor Kaufmann), deutschstämmiger US-amerikanischer Maler
- Theophil Kaufmann (1888–1961), deutscher Politiker (CDU)
- Thomas Kaufmann (Kirchenhistoriker) (* 1962), deutscher Theologe, Kirchenhistoriker
- Thomas Kaufmann (Politiker) (* 1965), österreichischer Politiker (ÖVP)
- Thomas Kaufmann (Schauspieler) (* 1977), deutscher Schauspieler
- Tino Kaufmann (* 2005), deutscher Fußballspieler

### U
- Ulrich Kaufmann (Bergführer) (1840–1917), Schweizer Bergführer
- Ulrich Kaufmann (Germanist) (* 1951), deutscher Germanist und Literaturwissenschaftler
- Ulrich Kaufmann (Filmemacher) (* 1974), österreichischer Video- und Installationskünstler
- Ulrike Kaufmann (1953–2014), österreichische Bühnenbildnerin und Grafikerin
- Uri Kaufmann (* 1957), Schweizer Historiker und Autor
- Ursula Kaufmann (* 1946), Tanz- und Theaterfotografin

### V
- Vincent Kaufmann (* 1955), Schweizer Buchwissenschaftler und Romanist
- Volkmar Kaufmann (1942–1971), deutscher Fußballspieler

### W
- Walter Kaufmann (Physiker) (1871–1947), deutscher Physiker
- Walter Kaufmann (Rennfahrer) (1900–1941), deutscher Ingenieur und Automobilrennfahrer
- Walter Kaufmann (Komponist) (1907–1984), US-amerikanischer Musikethnologe und Komponist
- Walter Kaufmann (Philosoph) (1921–1980), deutsch-amerikanischer Philosoph und Übersetzer
- Walter Kaufmann (Schriftsteller) (1924–2021), deutsch-australischer Schriftsteller
- Walter Kaufmann (Bildhauer) (1930–2004), Schweizer Bildhauer
- Walter Kaufmann (Bauingenieur) (* 1967), Schweizer Bauingenieur und Hochschullehrer
- Walter Kaufmann-Bühler (1944–1986), deutsch-US-amerikanischer Mathematiker und Autor
- Walter Kaufmann-Matt (1910–1997), liechtensteinischer Komponist
- Walter Hans Kaufmann (1901–1977), deutscher Organologe und Autor
- Walther Kaufmann (1887–1965), deutscher Ingenieur und Hochschullehrer
- Waltraud Kaufmann (* 1942), deutsche Leichtathletin
- Werner Kaufmann (1924–2013), deutscher Internist und Hochschullehrer
- Werner Kaufmann-Bühler (* 1936), deutscher Diplomat
- Wilhelm Kaufmann (Jurist) (1858–1926), deutscher Jurist
- Wilhelm Kaufmann (Turner) (1872–??), deutscher Turner
- Wilhelm von Kaufmann (Wilhelm von Kaufmann-Asser; 1888–1959), deutscher Arzt, Autor und Filmproduzent
- Wilhelm Kaufmann (Maler, 1892) (1892–1947), deutscher Maler und Grafiker
- Wilhelm Kaufmann (Maler, 1895) (1895–1975), österreichischer Maler
- Wilhelm Kaufmann (Maler, 1901) (1901–1999), österreichischer Maler
- Wilhelm Kaufmann (Politiker), österreichischer Politiker (FPÖ)
- Willi Kaufmann (1908–1978), deutscher Komponist und Orchesterleiter
- Willy Kaufmann (Künstler) (1920–1978), Schweizer Maler, Glasmaler und Grafiker
- Wolfgang Kaufmann (Architekt) (1947–2022), österreichischer Architekt
- Wolfgang Kaufmann (* 1964), deutscher Autorennfahrer

### Y
- Yehezkel Kaufmann (1889–1963), israelischer Bibelwissenschaftler und Hochschullehrer